# Dunaszentmiklós
Dunaszentmiklós (németül: Niklo, szlovákul: Svätý Mikuláš pri Dunaji), község Komárom-Esztergom vármegyében, a Tatai járásban.

## Fekvése
A Gerecse hegység északnyugati részén, egy kicsi völgyben, körülbelül 200 méter tengerszint feletti magasságban fekszik. Tiszta időben néha a Bakony csúcsai is láthatók, Tata síkságára is jó a kilátás. Olyannyira dombos, hogy alig van sík területe.
Komárom-Esztergom vármegye egyik legkisebb népességű települése, Neszmély, Tardos és Szomód szomszédságában. Az itt található és egymástól szakadékokkal elválasztott magaslatokat tájvédelmi körzetté nyilvánították, ám ezek közül is szigorúan védett rész Dunaszentmiklós közigazgatási területén található Nagy-Somlyó és a Lábas-hegy.
A falut délről a Hosszú-Vontató, keletről a Nagy-Somlyó, északról a Meleges-hegy, nyugatról pedig  a Taliga-Hegy határolja.
Az 1-es főútról letérve Szomód felől közelíthető meg a 11 136-os úton, illetve a 10-es főútról Neszmély és Süttő között félúton található útról érhető el, melyet egy vasúti átjáróról lehet megismerni. Ennek az útnak 2009-re erősen megromlott az állapota,(azóta már felújított), 1 nyomsávos, jelenleg (2019-es állapot szerint) önkormányzati útnak minősül. A község rendszeres távolsági autóbuszjáratokkal is megközelíthető.

## Nevének eredete
Középkori első okleveles említése 1382-ből való, „Zenth Myklos” formában. A falu a Szentmiklós helynevet a Szent Miklós tiszteletére szentelt templomáról kapta. A Duna előtag, utalva a közelben fekvő Duna folyóra, pedig 1913 -ban került a neve elé.
Zenthmiklósi Mihály és felesége birtokaként tartják nyilván, később a tatai bencéseknek is voltak itt földterületeik.

## Története
A törökök az 1529. évi hadjáratuk során elpusztították, és a 18. századig lakatlan maradt. Az elnéptelenedett faluba Esterházy József gróf, 1733 és 1736 között Vesztfáliából katolikus németeket telepített. Az ide érkezett német telepesek egyutcás „úti falvainak” képét ma is őrzi Dunaszentmiklós. Már a nagy tájleíró, Fényes Elek is dicsérte fekvését, „kies völgyekkel szaggatott hegyes határát” 1848-ban megjelent könyvében, is említette a déli lejtők gondozott szőlőültetvényeit. 1974-től Szomóddal közös tanácsként, majd 1990 óta körjegyzőségként  (önálló önkormányzata), 1994 óta pedig Német Kisebbségi Önkormányzattal működik.
Az összetartó sváb közösség mind a mai napig ragaszkodik a tradíciókhoz. A helyiek napjainkban is elevenen őrzik nyelvi és zenei kultúrájukat, több hagyományőrző csoport is működik.

## Közélete

### Polgármesterei
- 1990–1994: Aubéli Ferenc (független)[3]
- 1994–1998: Aubéli Ferenc (független)[4]
- 1998–2002: Aubéli Ferenc (független)[5]
- 2002–2006: Aubéli Ferenc (független német kisebbségi)[6]
- 2006–2010: Pogrányi Pál (független)[7]
- 2010–2014: Pogrányi Pál (független)[8]
- 2014–2019: Béger Ákos Imre (független)[9]
- 2019–2024: Béger Ákos (független)[10]
- 2024– : Béger Ákos Imre (független)[1]

## Népesség
A település népességének változása:
| Lakosok száma | 411  | 416  | 498  | 498  | 545  | 544  | 545  |
|               | 2013 | 2014 | 2020 | 2021 | 2022 | 2023 | 2024 |

A 2011-es népszámlálás során a lakosok 87,4%-a magyarnak, 48,2% németnek, 0,2% románnak mondta magát (12,6% nem nyilatkozott; a kettős identitások miatt a végösszeg nagyobb lehet 100%-nál). A vallási megoszlás a következő volt: római katolikus 62,5%, református 7,7%, evangélikus 0,7%, görögkatolikus 0,2%, felekezeten kívüli 8,5% (18,6% nem nyilatkozott).
2022-ben a lakosság 88,4%-a vallotta magát magyarnak, 28,8% németnek, 0,4% szerbnek, 0,4% cigánynak, 0,4% románnak, 0,2% görögnek, 0,2% szlováknak, 0,2% lengyelnek, 2,4% egyéb, nem hazai nemzetiségűnek (11,2% nem nyilatkozott; a kettős identitások miatt a végösszeg nagyobb lehet 100%-nál). Vallásuk szerint 37,8% volt római katolikus, 5,7% református, 0,7% izraelita, 0,6% görög katolikus, 0,4% evangélikus, 0,6% egyéb keresztény, 0,7% egyéb katolikus, 17,2% felekezeten kívüli (36,3% nem válaszolt).

## Nevezetességei
- 1909. december 14-én kezdték építeni a mai is látható templomukat, neogótikus stílusban. A templomot 2 évig építették, addig a régi iskolában tartották a szentmisét. A régi templomot olyannyira megrongálta az időjárás, hogy be kellett zárni. A régi templom 1852-es barokk vörösmárvány oltárát mellékoltárként építették be az új templomba. A falu központjában volt egy harangláb, annak a két harangját tették be az új templomba.
- A közelében van a 427 méter magas Nagy-Somlyó hegy a háromágú tölgyfával és a két barlanggal.
- Híresek a község löszfalba vájt, egymástól 10-15 méterre sorakozó lyukpincéi. Hosszúságuk elérheti a 15 métert is, a szélességük 2 méter, a magasságuk alig haladja meg az álló ember magasságát. A pincék egyik oldalán hordókban tartják a bort, eléjük, ha volt hozzá elegendő hely, esetenként présházat is építettek.
- 2000-2003 között épült a Holland üdülőfalu, az ide települő sok holland részére.
- Nemrég építettek a temető fölött egy 16 méter magas kilátótornyot.
- Minden évben tél elején, advent kezdetével a Templom téren felállítják a betlehemi jászlat, embernagyságú szobrokkal.

## Képgaléria

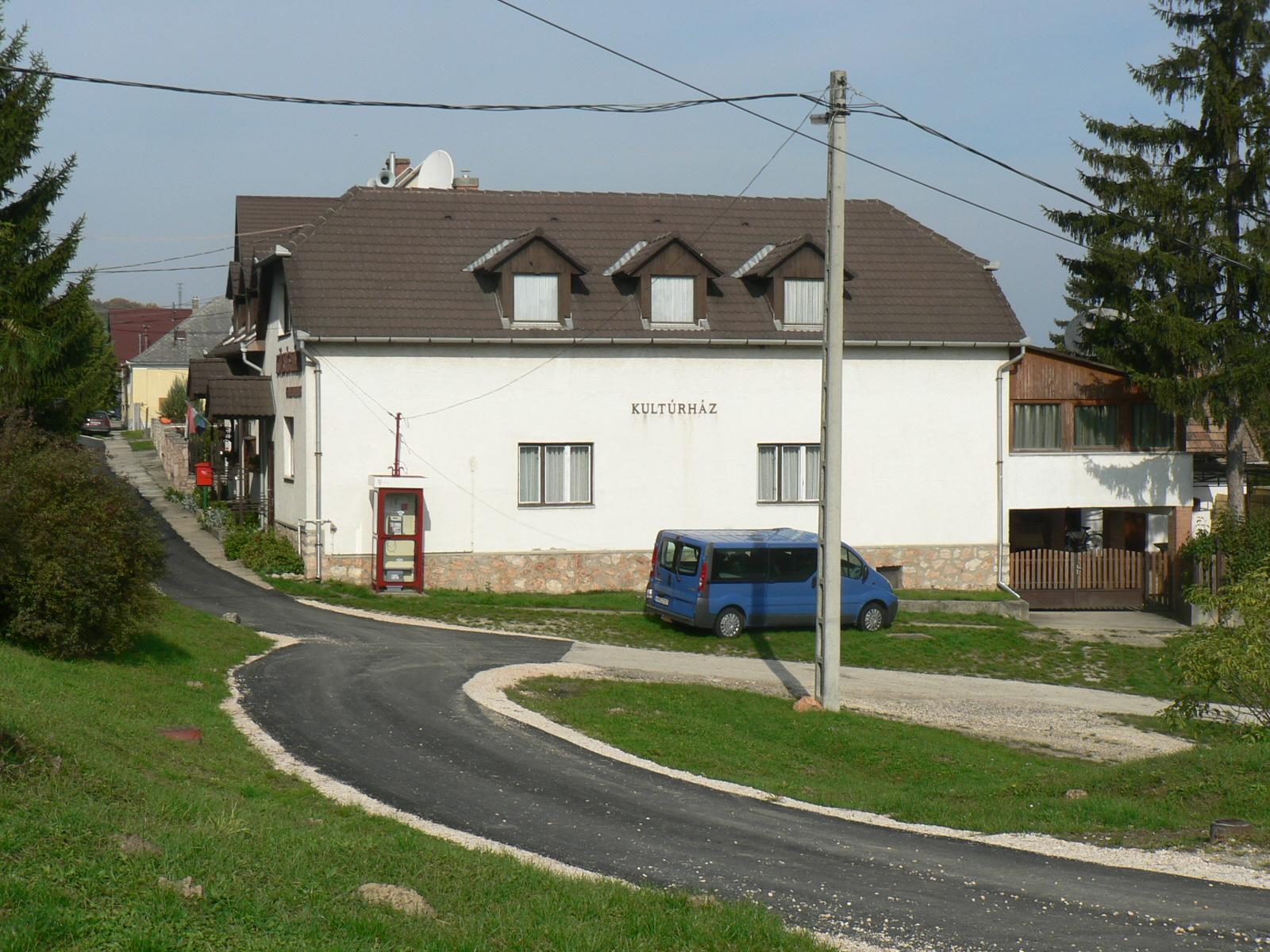
A dunaszentmiklósi községháza és kultúrház közös épülete
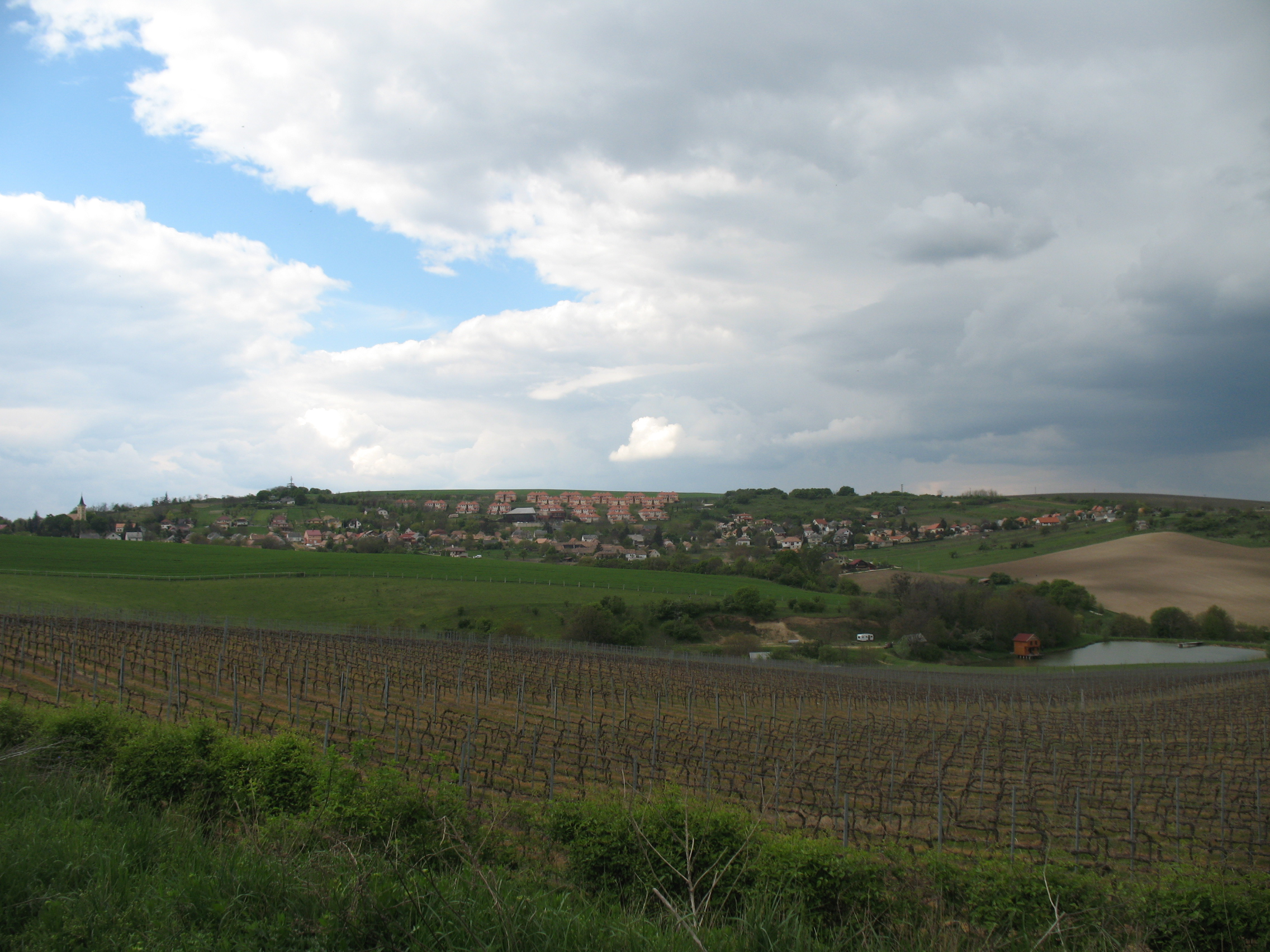
Dunaszentmiklósi táj
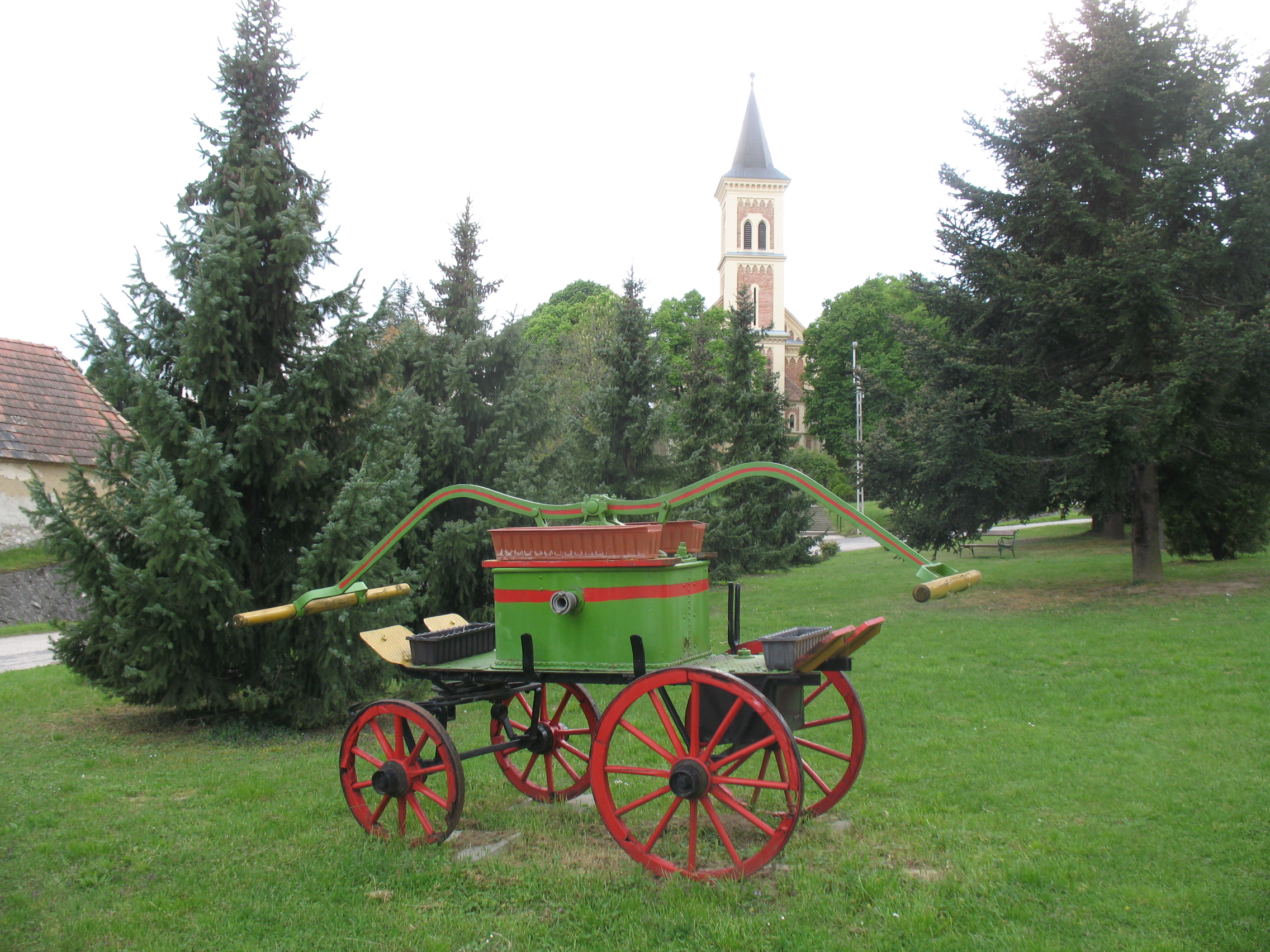
A főtér egy muzeális tűzoltófecskendővel
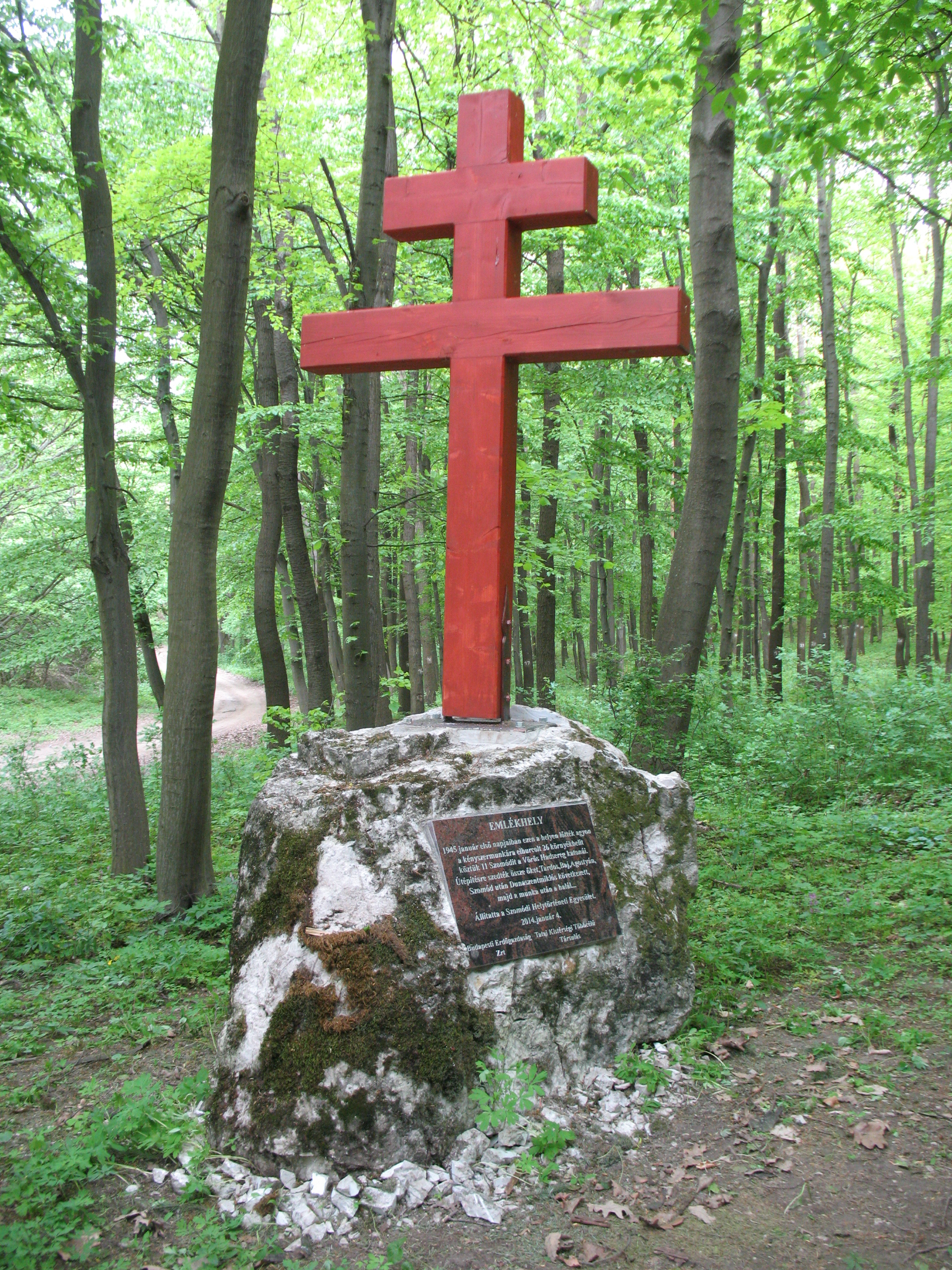
Világháborús emlékhely
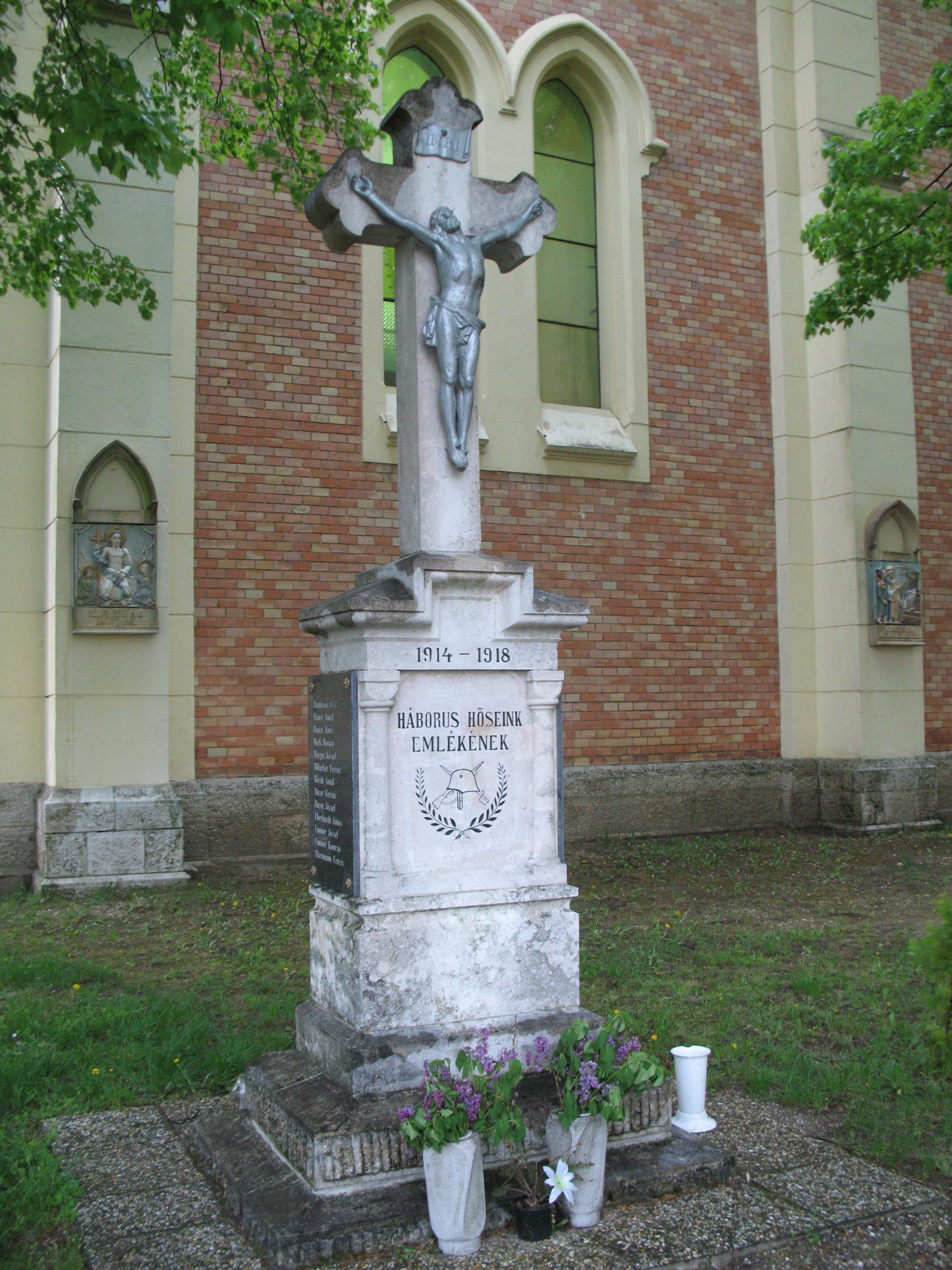
Hősi emlékkereszt a dunaszentmiklósi templomkertben
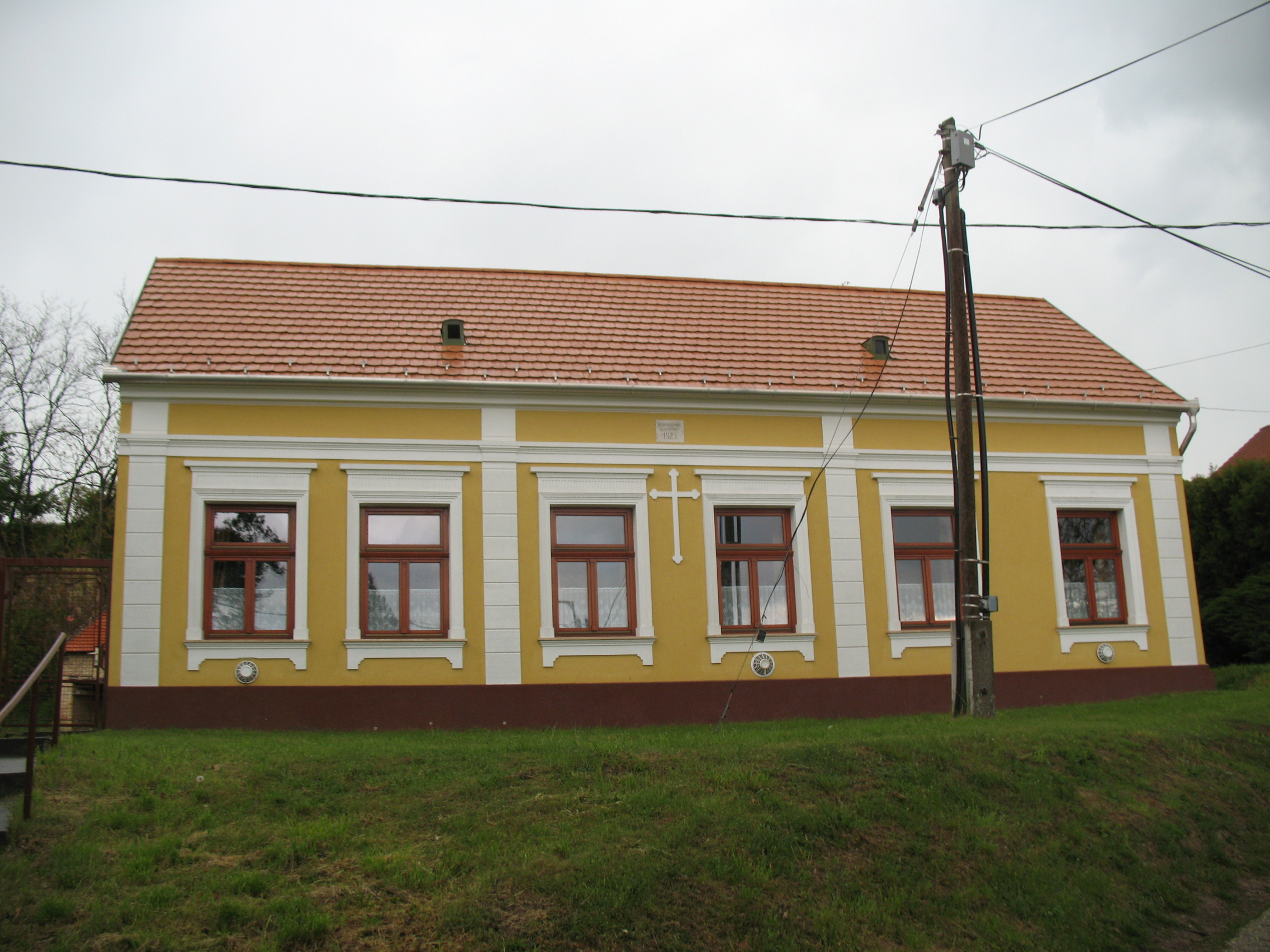
A plébánia épülete
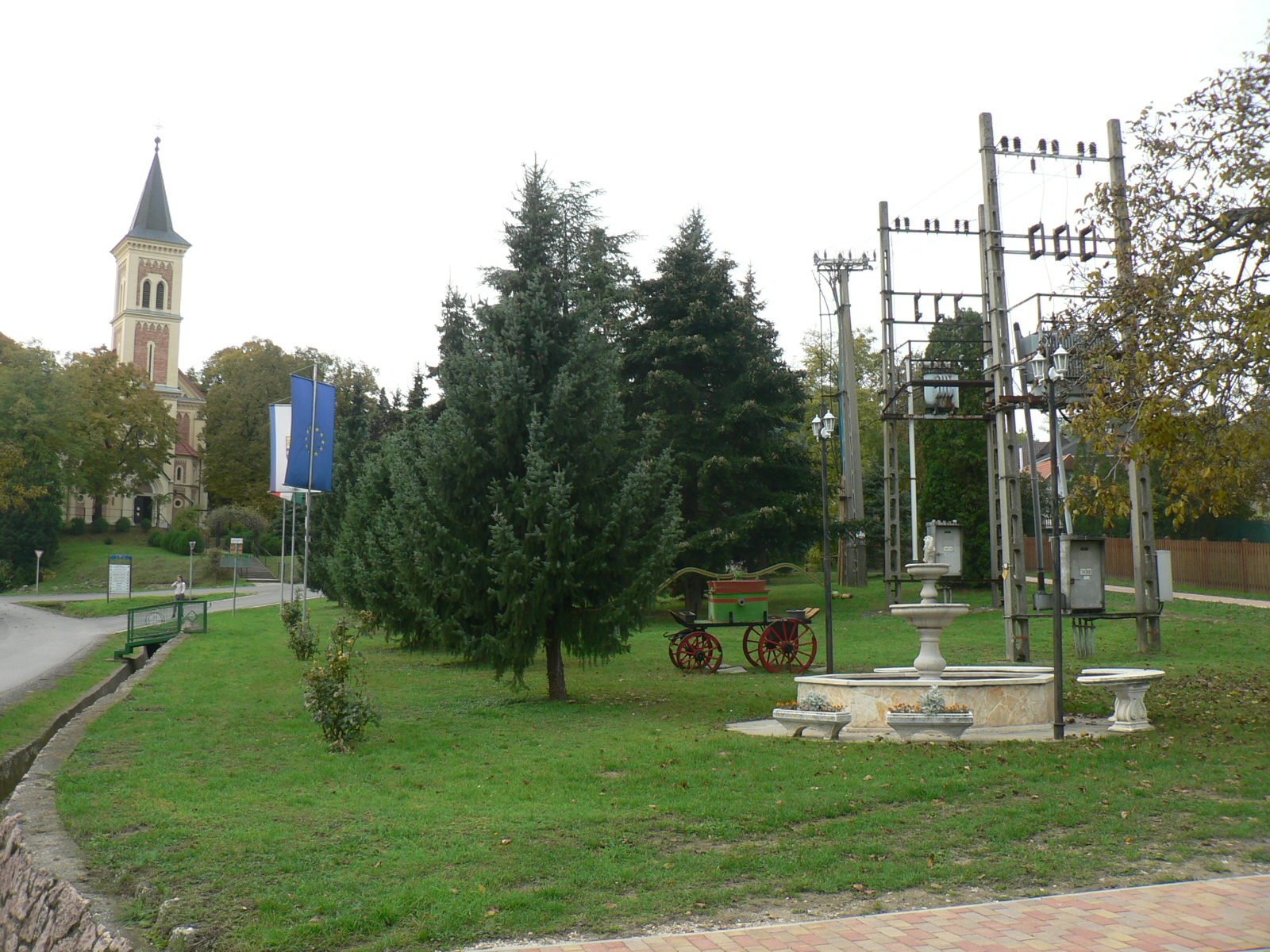
Dunaszentmiklós főtere
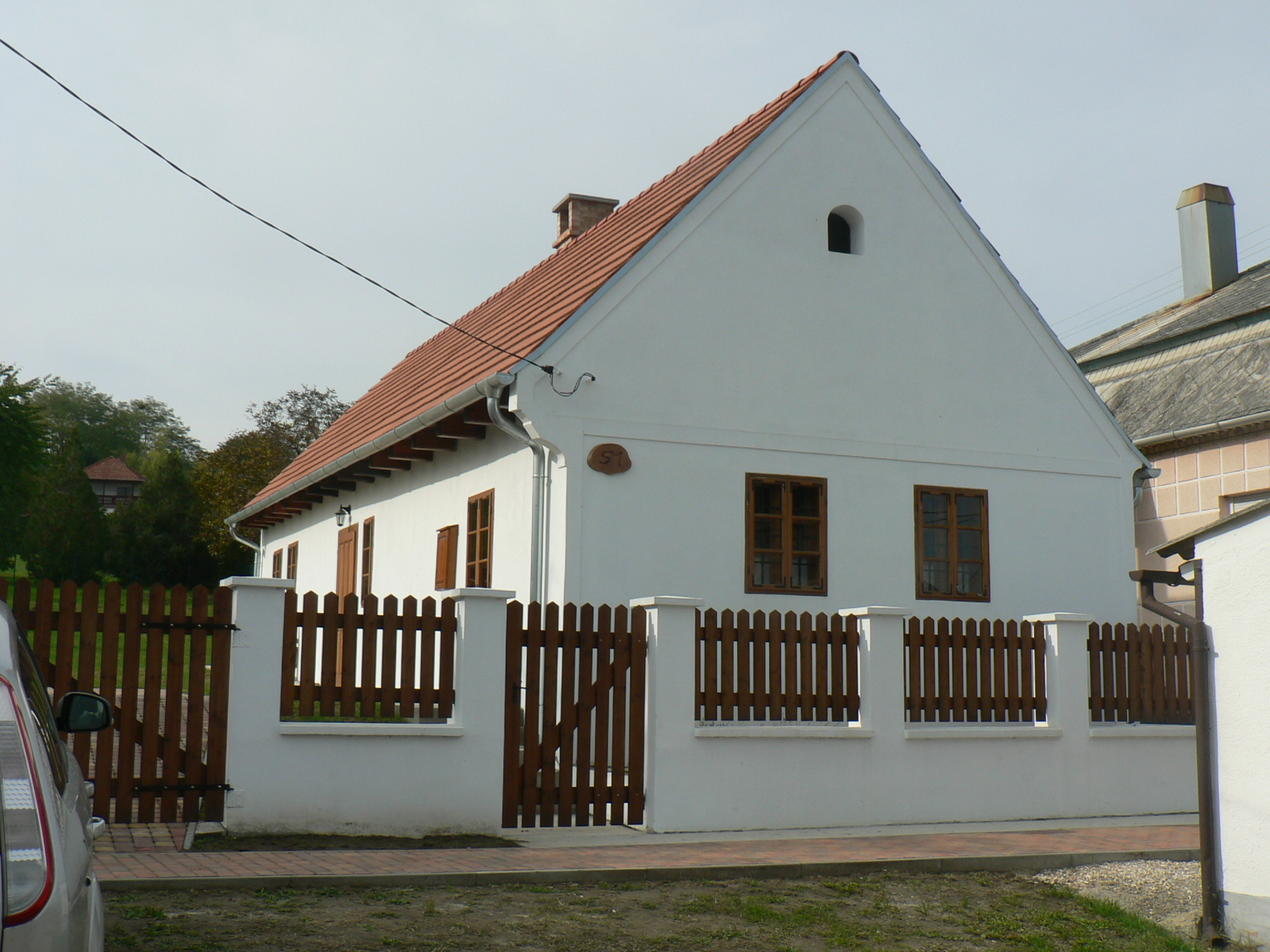
A dunaszentmiklósi német nemzetiségi tájház a főutca felől
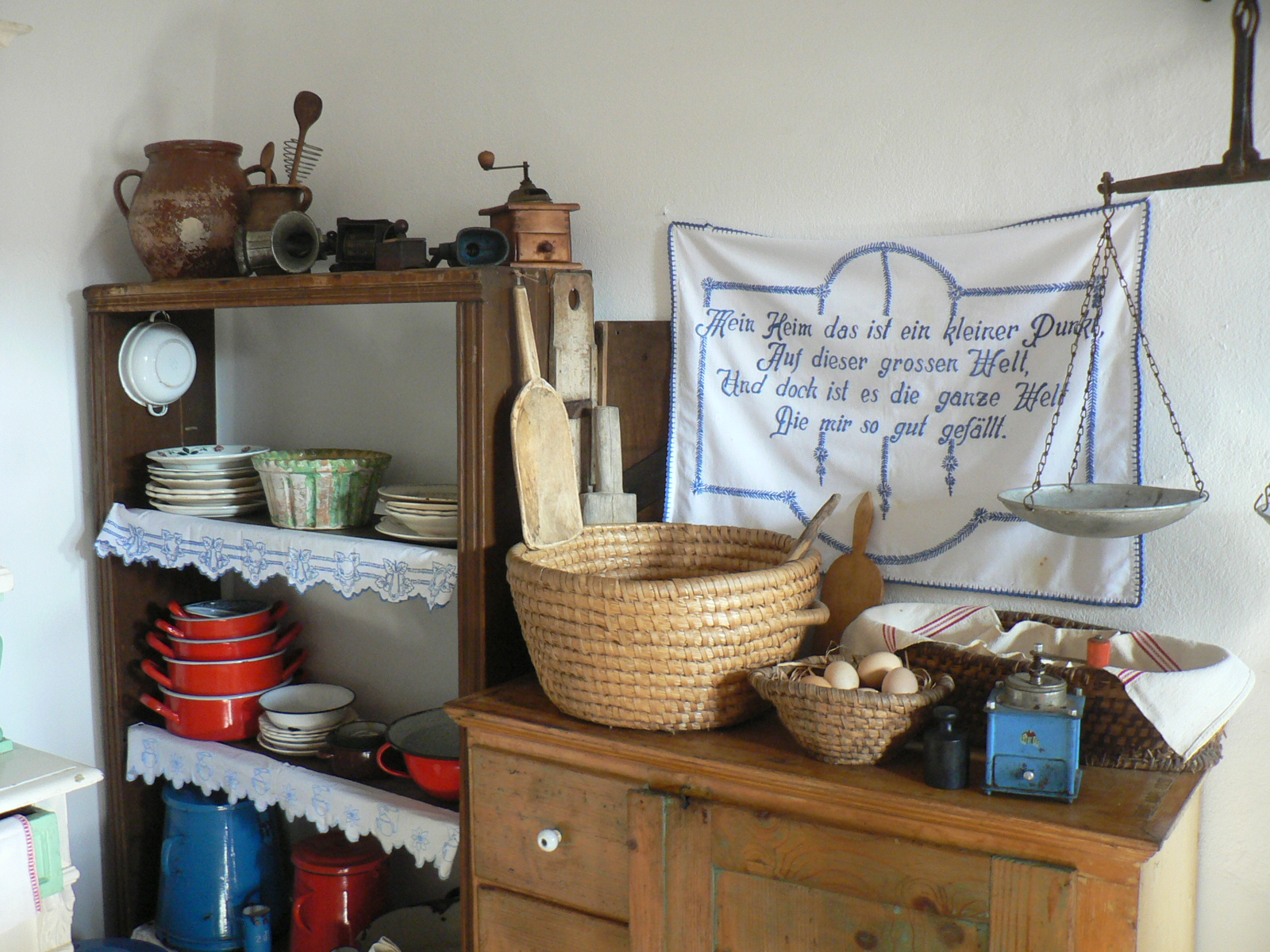
Konyhai berendezések a dunaszentmiklósi német nemzetiségi tájházban
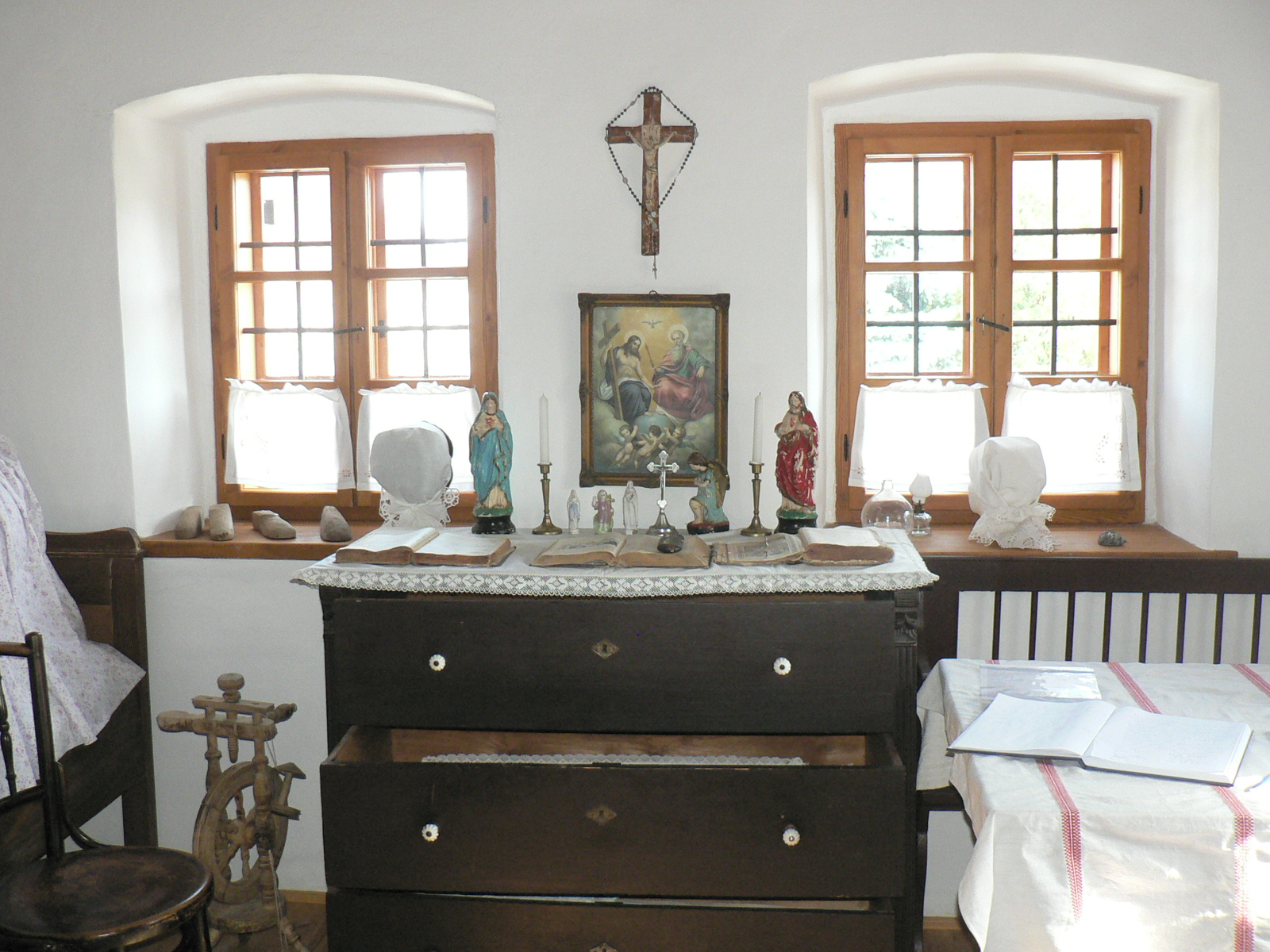
Tisztaszoba részlete a dunaszentmiklósi német nemzetiségi tájházban
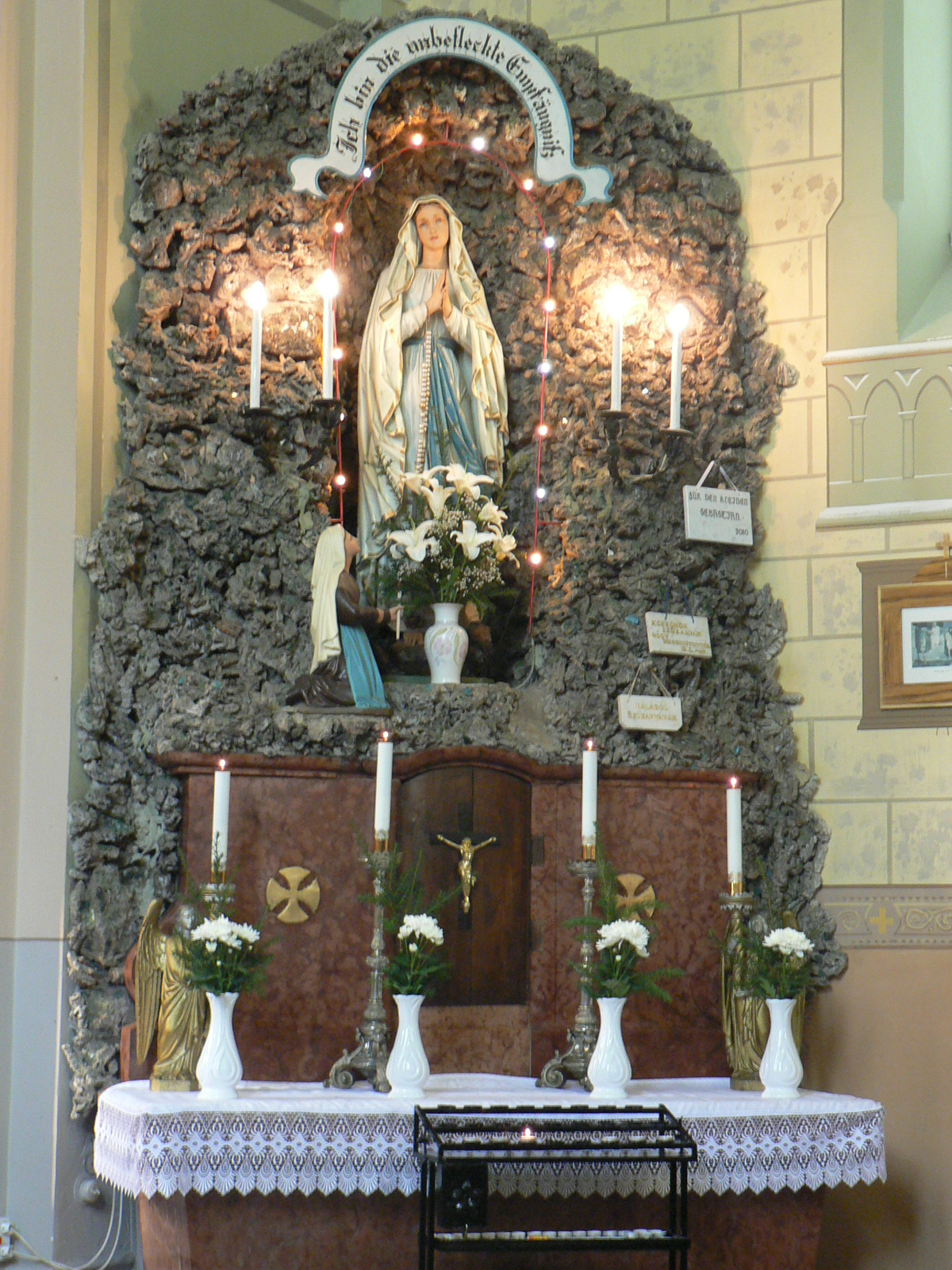
Lourdes-i barlang a dunaszentmiklósi Szent Miklós püspök plébániatemplomban
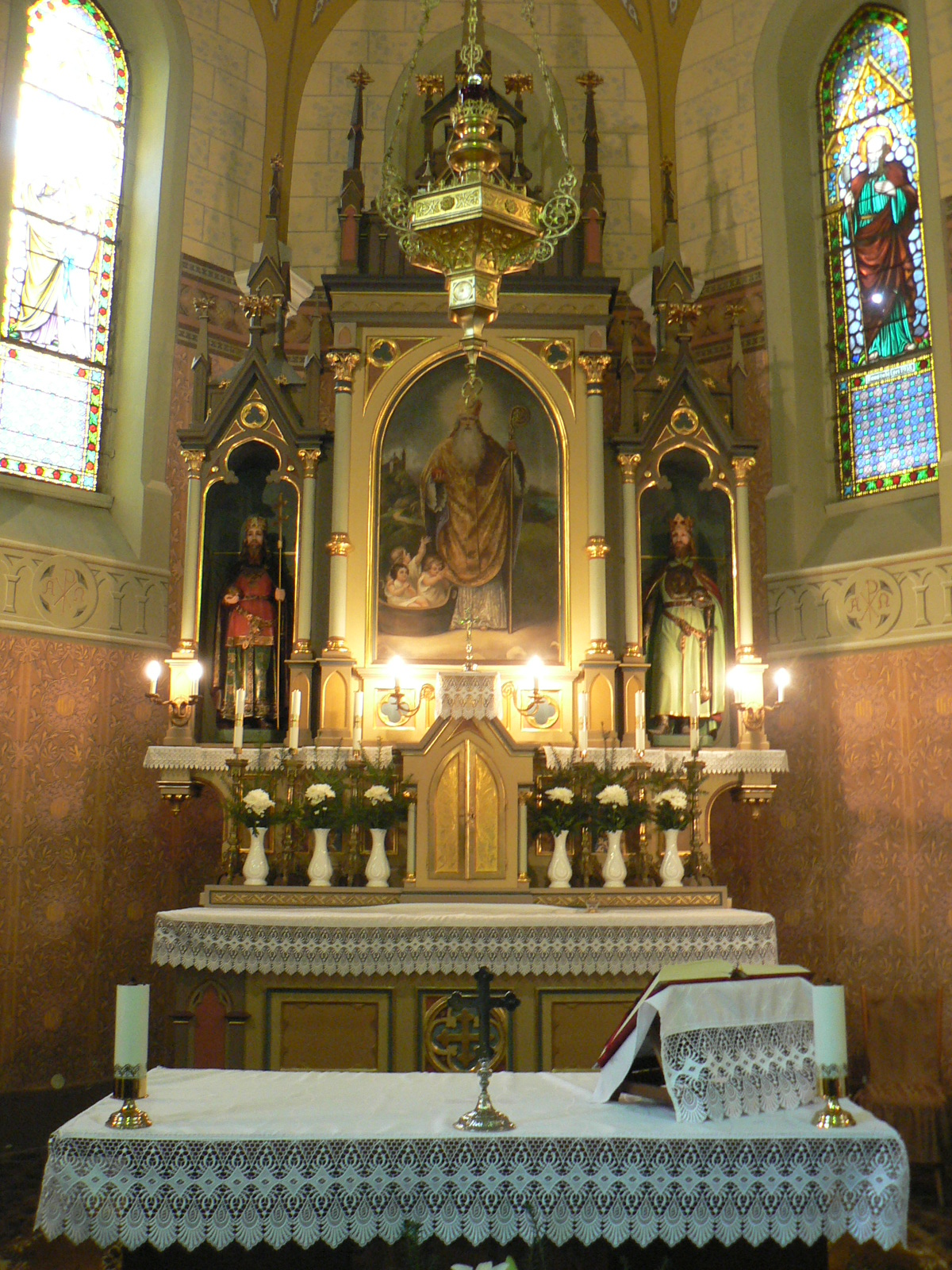
A dunaszentmiklósi Szent Miklós püspök plébániatemplom oltára és szakrális tere
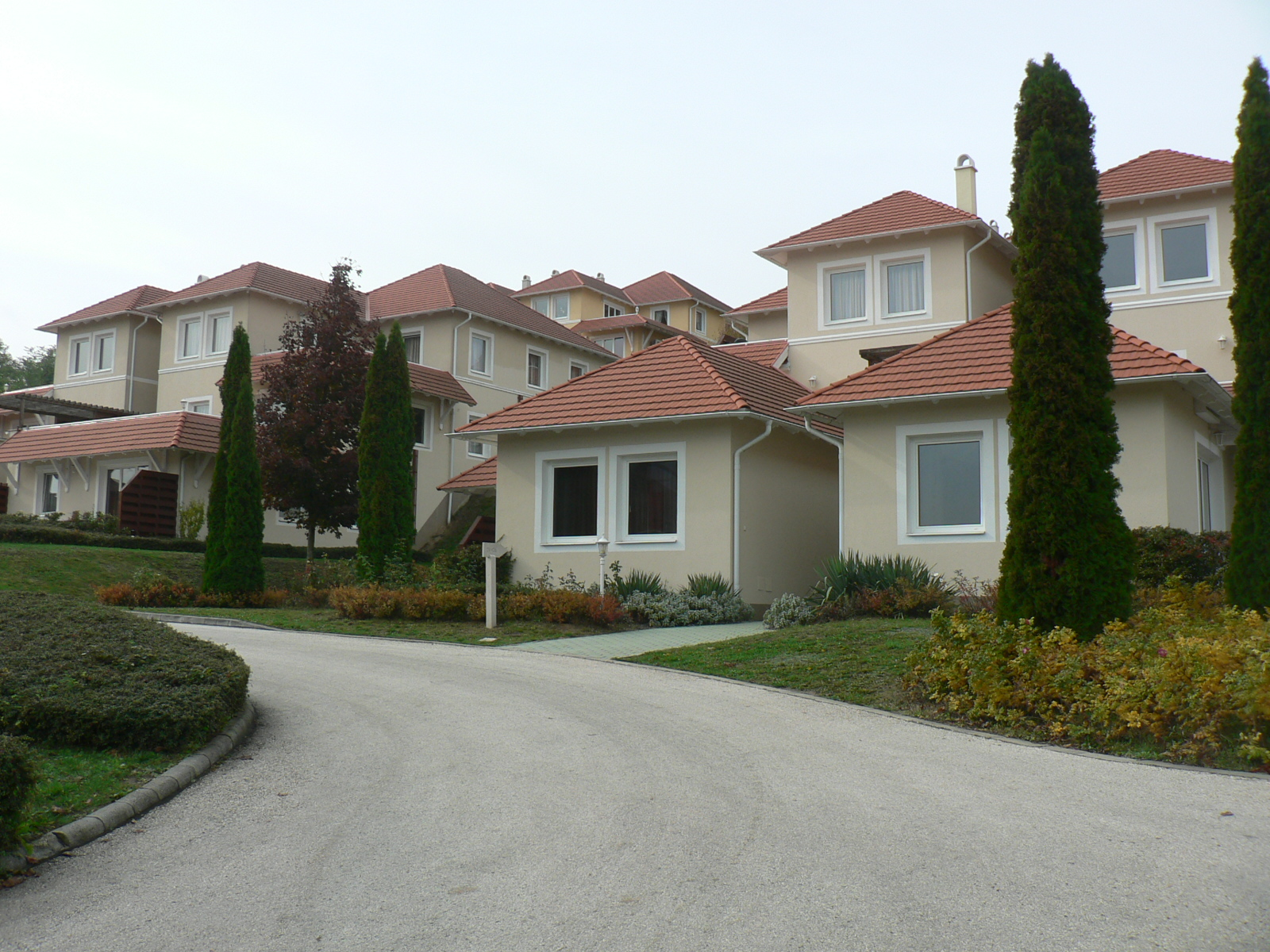
A dunaszentmiklósi "Holland falu" részlete
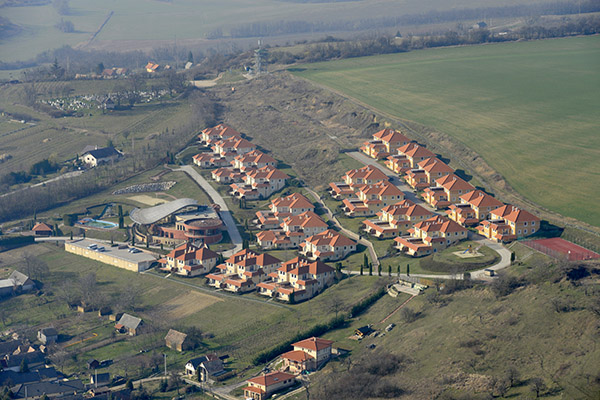
Az üdülőfalu látképe légifelvételen

## Kultúrcsoportok
„HEIMATSKREIS NIKLO”
Már 1962 óta működik a községben dalkör. Mivel a tagok túlnyomórészt idősek, utánpótlásra volt szükség. 1992-ben a fiatal lányok kórust alkottak, melynek vezetője Hartmann Károlyné. Az évek folyamán a kórus hírnévre tett szert, nem csak a megyében, de az ország más részein is.  A 2002-es országos minősítő hangversenyen kitüntetéses arany minősítést szereztek. Ebből az alkalomból megjelent első CD-jük. Ma 13 kórustag énekel, a harmonika-kíséretet Hartmann András biztosítja.  Viseletük a helyi ünnepi lány viselet, mely fehér blúzból, mellényből, színes szoknyából és fehér kötényből áll.
„HAGYOMÁNYŐRZŐ IFJÚSÁGI TÁNCCSOPORT”
1996-ban a fiatalok kezdeményezésére alakult meg a tánccsoport. Ma 22 fiatal sajátítja el és gyakorolja a magyarországi németek tánckultúráját. A művészeti vezető és koreográfus Wenczl József. A lányok szintén az ünnepi lányviseletet hordják, a fiúk fekete nadrágot, mellényt, fehér inget, csizmát és kalapot viselnek. Több évre visszatekintő partnerkapcsolat fűzi őket az albstadt-ebingeni tánc- és népviseleti csoporthoz. Szívesen tanulják meg egymás táncait, ezzel is színesítve repertoárjukat.
„GYERMEKTÁNCCSOPORT”
2002-ben alakult a csoport a nagyobbak utánpótlásaként. Jelenleg 18 taggal működik. Szintén Wenczl József koreográfiáit táncolják. Viseletükben ők is a helyi hagyományokat követik, a hétköznapi népviseletet hordják. A lányokon fehér blúz, piros „Woschkhiel” és fehér kötény van, a fiúkon fekete nadrág, fehér ing.